# چگولد
چِگولد (به مجاری:  Csegöld) یک منطقهٔ مسکونی در مجارستان است که در سابولچ-ساتمار-برگ واقع شده‌است. چگولد ۱۹٫۳۵ کیلومتر مربع مساحت و ۶۷۱ نفر جمعیت دارد.